# Leandro Valle Martínez

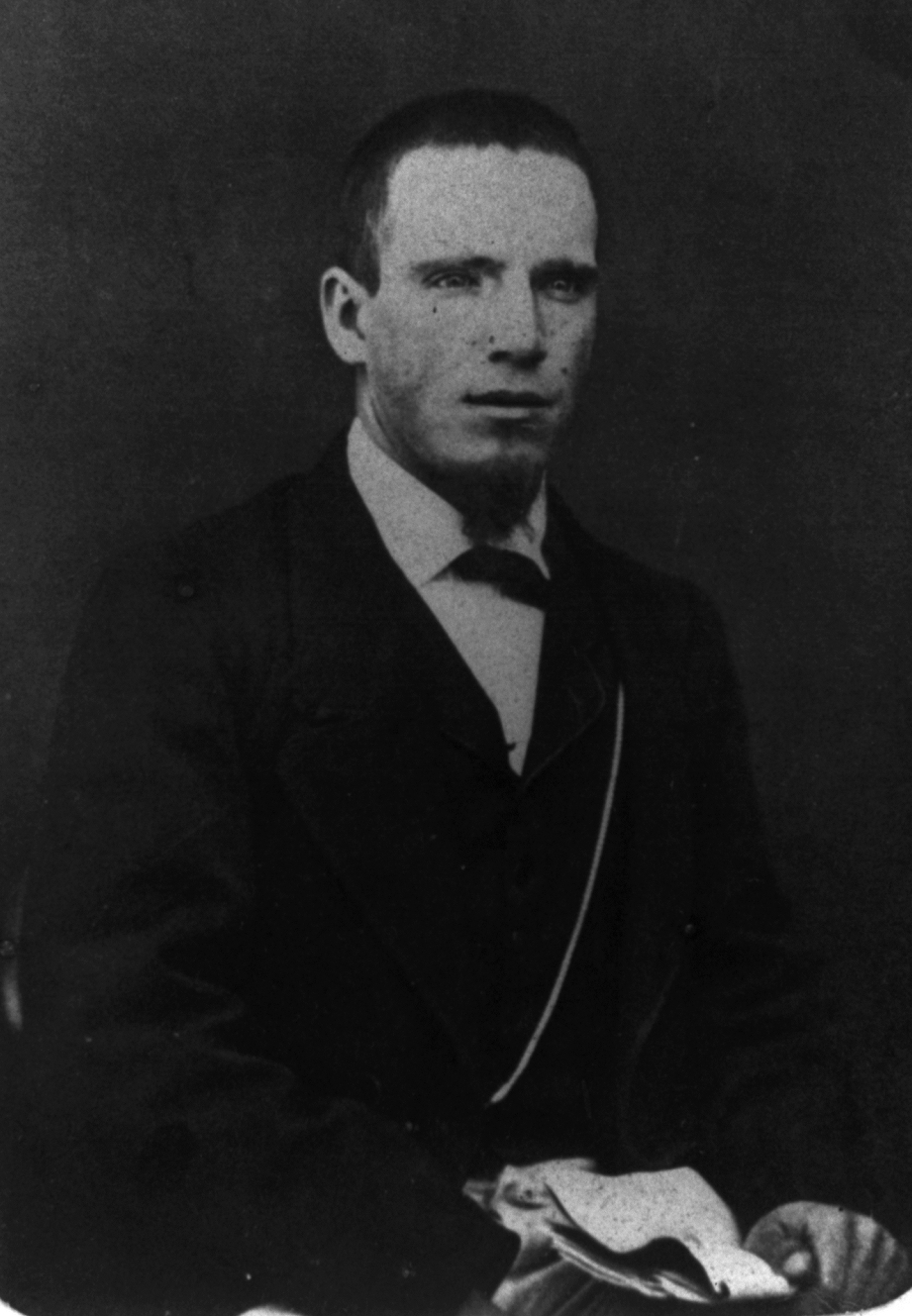
Leandro Valle Martínez

Leandro Valle Martínez (ur. 27 lutego 1833, zm. 23 czerwca 1861) – meksykański wojskowy i polityk.
Wyróżnił się podczas wojny o Reformę, walcząc po stronie liberałów. Dosłużył się stopnia generalskiego. Po zakończeniu działań wojennych został wicegubernatorem Jalisco. Zamordowany przez członków partyzantki konserwatywnego generała Marqueza.